# Olympische Winterspiele 2018/Skilanglauf
Bei den XXIII. Olympischen Winterspielen in Pyeongchang fanden zwölf Wettbewerbe im Skilanglauf statt (je sechs für Männer und Frauen). Austragungsort war das im Jahr 2009 erneuerte Alpensia Cross-Country Skiing Centre.

## Bilanz

### Medaillenspiegel
| Platz | Land                             | Gold | Silber | Bronze | Gesamt |
| ----- | -------------------------------- | ---- | ------ | ------ | ------ |
| 1     | Norwegen                         | 7    | 4      | 3      | 14     |
| 2     | Schweden                         | 2    | 3      | 1      | 6      |
| 3     | Finnland                         | 1    | 1      | 2      | 4      |
| 4     | Schweiz                          | 1    | –      | –      | 1      |
| 4     | Vereinigte Staaten               | 1    | –      | –      | 1      |
| 6     | Olympische Athleten aus Russland | –    | 3      | 5      | 8      |
| 7     | Italien                          | –    | 1      | –      | 1      |
| 8     | Frankreich                       | –    | –      | 2      | 2      |

### Medaillengewinner
| Konkurrenz           | Gold                                                                                 | Silber                                                                 | Bronze                                                                      |
| -------------------- | ------------------------------------------------------------------------------------ | ---------------------------------------------------------------------- | --------------------------------------------------------------------------- |
| Sprint klassisch     | Johannes Høsflot Klæbo                                                               | Federico Pellegrino                                                    | Alexander Bolschunow                                                        |
| Team-Sprint Freistil | Johannes Høsflot Klæbo, Martin Johnsrud Sundby                                       | Alexander Bolschunow, Denis Spizow                                     | Richard Jouve, Maurice Manificat                                            |
| 15 km Freistil       | Dario Cologna                                                                        | Simen Hegstad Krüger                                                   | Denis Spizow                                                                |
| 30 km Skiathlon      | Simen Hegstad Krüger                                                                 | Martin Johnsrud Sundby                                                 | Hans Christer Holund                                                        |
| 50 km Massenstart    | Iivo Niskanen                                                                        | Alexander Bolschunow                                                   | Andrei Larkow                                                               |
| 4 × 10 km Staffel    | Johannes Høsflot Klæbo, Simen Hegstad Krüger, Didrik Tønseth, Martin Johnsrud Sundby | Alexander Bolschunow, Andrei Larkow, Denis Spizow, Alexei Tscherwotkin | Adrien Backscheider, Jean-Marc Gaillard, Maurice Manificat, Clément Parisse |

| Konkurrenz           | Gold                                                                               | Silber                                                    | Bronze                                                                          |
| -------------------- | ---------------------------------------------------------------------------------- | --------------------------------------------------------- | ------------------------------------------------------------------------------- |
| Sprint klassisch     | Stina Nilsson                                                                      | Maiken Caspersen Falla                                    | Julija Belorukowa                                                               |
| Team-Sprint Freistil | Jessie Diggins, Kikkan Randall                                                     | Charlotte Kalla, Stina Nilsson                            | Marit Bjørgen, Maiken Caspersen Falla                                           |
| 10 km Freistil       | Ragnhild Haga                                                                      | Charlotte Kalla                                           | Marit Bjørgen Krista Pärmäkoski                                                 |
| 15 km Skiathlon      | Charlotte Kalla                                                                    | Marit Bjørgen                                             | Krista Pärmäkoski                                                               |
| 30 km Massenstart    | Marit Bjørgen                                                                      | Krista Pärmäkoski                                         | Stina Nilsson                                                                   |
| 4 × 5 km Staffel     | Marit Bjørgen, Ragnhild Haga, Astrid Uhrenholdt Jacobsen, Ingvild Flugstad Østberg | Ebba Andersson, Anna Haag, Charlotte Kalla, Stina Nilsson | Julija Belorukowa, Natalja Neprjajewa, Anna Netschajewskaja, Anastassija Sedowa |

## Ergebnisse Männer

### Sprint klassisch
| Platz | Land | Sportler               | Zeit (min)   |
| ----- | ---- | ---------------------- | ------------ |
| 1     | NOR  | Johannes Høsflot Klæbo | 3:05,75 (F)  |
| 2     | ITA  | Federico Pellegrino    | 3:07,09 (F)  |
| 3     | OAR  | Alexander Bolschunow   | 3:07,11 (F)  |
| 4     | NOR  | Pål Golberg            | 3:09,56 (F)  |
| 5     | SWE  | Oskar Svensson         | 3:13,48 (F)  |
| 6     | FIN  | Ristomatti Hakola      | 3:26,47 (F)  |
| 7     | CAN  | Len Väljas             | 3:13,91 (HF) |
| 8     | NOR  | Emil Iversen           | 3:14,09 (HF) |
| 9     | SWE  | Teodor Peterson        | 3:11,02 (HF) |
| 10    | FIN  | Martti Jylhä           | 3:14,93 (HF) |

Datum: 13. Februar 2018, 18:15 Uhr (Qualifikation), 20:25 Uhr (Finale) 

Streckenlänge: 1381 m; Höhenunterschied: 27 m; Maximalanstieg: 25 m; Totalanstieg: 53 m
80 Teilnehmer aus 39 Ländern, davon 79 in der Wertung. 

Olympiasieger 2014:  Ola Vigen Hattestad 

Weltmeister 2017:  Federico Pellegrino
F = Finale; HF = Halbfinale

### Team-Sprint Freistil
| Platz | Land | Sportler                                      | Zeit (min) |
| ----- | ---- | --------------------------------------------- | ---------- |
| 1     | NOR  | Johannes Høsflot Klæbo Martin Johnsrud Sundby | 15:56,26   |
| 2     | OAR  | Alexander Bolschunow Denis Spizow             | 15:57,97   |
| 3     | FRA  | Richard Jouve Maurice Manificat               | 15:58,28   |
| 4     | SWE  | Calle Halfvarsson Marcus Hellner              | 15:59,33   |
| 5     | ITA  | Dietmar Nöckler Federico Pellegrino           | 16:14,81   |
| 6     | USA  | Erik Bjornsen Simeon Hamilton                 | 16:16,98   |
| 7     | CZE  | Martin Jakš Aleš Razým                        | 16:24,83   |
| 8     | CAN  | Alex Harvey Len Väljas                        | 16:31,86   |
| 9     | FIN  | Ristomatti Hakola Martti Jylhä                | 16:32,30   |
| 10    | GER  | Thomas Bing Sebastian Eisenlauer              | 16:42,20   |

Datum: 21. Februar 2018, 17:50 Uhr (Qualifikation), 19:30 Uhr (Finale) 

Streckenlänge: 1381 m; Höhenunterschied: 27 m; Maximalanstieg: 25 m; Totalanstieg: 53 m
56 Teilnehmer aus 28 Ländern, alle in der Wertung. 

Olympiasieger 2014:  Sami Jauhojärvi, Iivo Niskanen

Weltmeister 2017:  Nikita Krjukow, Sergei Ustjugow

### 15 km Freistil
| Platz | Land | Sportler               | Zeit (min) |
| ----- | ---- | ---------------------- | ---------- |
| 1     | SUI  | Dario Cologna          | 33:43,9    |
| 2     | NOR  | Simen Hegstad Krüger   | 34:02,2    |
| 3     | OAR  | Denis Spizow           | 34:06,9    |
| 4     | NOR  | Martin Johnsrud Sundby | 34:08,8    |
| 5     | FRA  | Maurice Manificat      | 34:10,9    |
| 6     | NOR  | Hans Christer Holund   | 34:18,4    |
| 7     | CAN  | Alex Harvey            | 34:19,9    |
| 8     | SWE  | Marcus Hellner         | 34:22,6    |
| 9     | SWE  | Calle Halfvarsson      | 34:44,5    |
| 10    | FIN  | Matti Heikkinen        | 34:45,5    |

Datum: 16. Februar 2018, 15:00 Uhr 

Streckenlänge: 2 × 7,616 km; Höhenunterschied: 58 m; Maximalanstieg: 35 m; Totalanstieg: 2 × 289 m
119 Teilnehmer aus 62 Ländern, davon 116 in der Wertung. 

Olympiasieger 2014:  Dario Cologna 

Weltmeister 2017:  Iivo Niskanen

### 30 km Skiathlon
| Platz | Land | Sportler               | Zeit (min) |
| ----- | ---- | ---------------------- | ---------- |
| 1     | NOR  | Simen Hegstad Krüger   | 1:16:20,0  |
| 2     | NOR  | Martin Johnsrud Sundby | 1:16:28,0  |
| 3     | NOR  | Hans Christer Holund   | 1:16:29,9  |
| 4     | OAR  | Denis Spizow           | 1:16:32,7  |
| 5     | FRA  | Maurice Manificat      | 1:16:34,2  |
| 6     | SUI  | Dario Cologna          | 1:16:45,1  |
| 7     | GBR  | Andrew Musgrave        | 1:16:45,7  |
| 8     | CAN  | Alex Harvey            | 1:16:53,4  |
| 9     | CZE  | Martin Jakš            | 1:16:53,8  |
| 10    | NOR  | Johannes Høsflot Klæbo | 1:17:03,4  |

Datum: 11. Februar 2018, 15:15 Uhr 

Streckenlänge: 4 × 3,871 km (K) / 4 × 3,775 km (F) 

Höhenunterschied: 58 m (K) / 41 m (F); Maximalanstieg: 33 m (K) / 35 m (F); Totalanstieg: 4 × 138 m (F) / 4 × 151 m (K)
68 Teilnehmer aus 30 Ländern, davon 65 in der Wertung. 

Olympiasieger 2014:  Dario Cologna

Weltmeister 2017:  Sergei Ustjugow

### 50 km Massenstart klassisch
| Platz | Land | Sportler               | Zeit (h)  |
| ----- | ---- | ---------------------- | --------- |
| 1     | FIN  | Iivo Niskanen          | 2:08:22.1 |
| 2     | OAR  | Alexander Bolschunow   | 2:08:40.8 |
| 3     | OAR  | Andrei Larkow          | 2:10:59.6 |
| 4     | CAN  | Alex Harvey            | 2:11:05.7 |
| 5     | NOR  | Martin Johnsrud Sundby | 2:11:05.8 |
| 6     | NOR  | Hans Christer Holund   | 2:11:12.2 |
| 7     | SWE  | Daniel Rickardsson     | 2:12:12.5 |
| 8     | CZE  | Martin Jakš            | 2:12:32.6 |
| 9     | SUI  | Dario Cologna          | 2:12:43.2 |
| 10    | NOR  | Emil Iversen           | 2:12:59.0 |

Datum: 24. Februar 2018, 14:00 Uhr 

Streckenlänge: 6 × 8,430 km; Höhenunterschied: 58 m; Maximalanstieg: 35 m; Totalanstieg: 6 × 311 m
69 Teilnehmer aus 31 Ländern, davon 60 in der Wertung. 

Olympiasieger 2014:  Alexander Legkow

Weltmeister 2017:  Alex Harvey

### 4 × 10 km Staffel
| Platz | Land | Sportler                                                                          | Zeit      |
| ----- | ---- | --------------------------------------------------------------------------------- | --------- |
| 1     | NOR  | Didrik Tønseth Martin Johnsrud Sundby Simen Hegstad Krüger Johannes Høsflot Klæbo | 1:33:04,9 |
| 2     | OAR  | Andrei Larkow Alexander Bolschunow Alexei Tscherwotkin Denis Spizow               | 1:33:14,3 |
| 3     | FRA  | Jean-Marc Gaillard Maurice Manificat Clément Parisse Adrien Backscheider          | 1:33:41,8 |
| 4     | FIN  | Perttu Hyvärinen Iivo Niskanen Matti Heikkinen Lari Lehtonen                      | 1:34:45,4 |
| 5     | SWE  | Jens Burman Daniel Rickardsson Marcus Hellner Calle Halfvarsson                   | 1:35:10,5 |
| 6     | GER  | Andreas Katz Thomas Bing Lucas Bögl Jonas Dobler                                  | 1:35:13,1 |
| 7     | ITA  | Maicol Rastelli Francesco De Fabiani Giandomenico Salvadori Federico Pellegrino   | 1:35:40,1 |
| 8     | KAZ  | Alexei Poltoranin Jewgeni Welitschko Witali Puchkalo Denis Wolotka                | 1:36:36,3 |
| 9     | CAN  | Len Väljas Graeme Killick Russell Kennedy Knute Johnsgaard                        | 1:36:45,9 |
| 10    | CZE  | Aleš Razým Martin Jakš Petr Knop Michal Novák                                     | 1:37:23,0 |

Datum: 18. Februar 2018, 15:15 Uhr 

Streckenlänge je Läufer: 3 × 3,229 km; Höhenunterschied: 41 m; Maximalanstieg: 35 m; Totalanstieg: 3 × 126 m
14 Staffeln am Start, alle in der Wertung. 

Olympiasieger 2014:  Schweden Lars Nelson, Daniel Rickardsson, Johan Olsson, Marcus Hellner 

Weltmeister 2017:  Norwegen Didrik Tønseth, Niklas Dyrhaug, Martin Johnsrud Sundby, Finn Hågen Krogh

## Ergebnisse Frauen

### Sprint klassisch
| Platz | Land | Sportlerin             | Zeit (min)   |
| ----- | ---- | ---------------------- | ------------ |
| 1     | SWE  | Stina Nilsson          | 3:03,84 (F)  |
| 2     | NOR  | Maiken Caspersen Falla | 3:06,87 (F)  |
| 3     | OAR  | Julija Belorukowa      | 3:07,21 (F)  |
| 4     | OAR  | Natalja Neprjajewa     | 3:12,98 (F)  |
| 5     | SWE  | Hanna Falk             | 3:15,00 (F)  |
| 6     | USA  | Jessie Diggins         | 3:15,07 (F)  |
| 7     | SLO  | Anamarija Lampič       | 3:13,95 (HF) |
| 8     | USA  | Sophie Caldwell        | 3:11,32 (HF) |
| 9     | FIN  | Krista Pärmäkoski      | 3:12,04 (HF) |
| 10    | SUI  | Laurien van der Graaff | 3:15,65 (HF) |

Datum: 13. Februar 2018, 17:30 Uhr (Qualifikation), 20:00 Uhr (Finale) 

Streckenlänge: 1176 m; Höhenunterschied: 27 m; Maximalanstieg: 25 m; Totalanstieg: 43 m
68 Teilnehmerinnen aus 28 Ländern, alle in der Wertung. 

Olympiasiegerin 2014:  Maiken Caspersen Falla 

Weltmeisterin 2017:  Maiken Caspersen Falla
F = Finale; HF = Halbfinale

### Team-Sprint Freistil
| Platz | Land | Sportlerinnen                           | Zeit (min) |
| ----- | ---- | --------------------------------------- | ---------- |
| 1     | USA  | Jessie Diggins Kikkan Randall           | 15:56,47   |
| 2     | SWE  | Charlotte Kalla Stina Nilsson           | 15:56,66   |
| 3     | NOR  | Marit Bjørgen Maiken Caspersen Falla    | 15:59,44   |
| 4     | SUI  | Nadine Fähndrich Laurien van der Graaff | 16:17,79   |
| 5     | FIN  | Mari Laukkanen Krista Pärmäkoski        | 16:19,18   |
| 6     | SLO  | Alenka Čebašek Anamarija Lampič         | 16:28,24   |
| 7     | POL  | Sylwia Jaśkowiec Justyna Kowalczyk      | 16:32,48   |
| 8     | FRA  | Coraline Thomas Hugue Aurore Jéan       | 16:32,49   |
| 9     | OAR  | Julija Belorukowa Natalja Neprjajewa    | 16:41,76   |
| 10    | GER  | Nicole Fessel Sandra Ringwald           | 17:06,57   |

Datum: 21. Februar 2018, 17:00 Uhr (Qualifikation), 19:00 Uhr (Finale) 

Streckenlänge: 1176 m; Höhenunterschied: 27 m; Maximalanstieg: 25 m; Totalanstieg: 43 m
42 Teilnehmerinnen aus 21 Ländern, alle in der Wertung. 

Olympiasiegerinnen 2014:  Marit Bjørgen, Ingvild Flugstad Østberg

Weltmeisterinnen 2017:  Heidi Weng, Maiken Caspersen Falla

### 10 km Freistil
| Platz | Land | Sportlerin               | Zeit (min) |
| ----- | ---- | ------------------------ | ---------- |
| 1     | NOR  | Ragnhild Haga            | 25:00,5    |
| 2     | SWE  | Charlotte Kalla          | 25:20,8    |
| 3     | FIN  | Krista Pärmäkoski        | 25:32,4    |
| 3     | NOR  | Marit Bjørgen            | 25:32,4    |
| 5     | USA  | Jessie Diggins           | 25:35,7    |
| 6     | SUI  | Nathalie von Siebenthal  | 25:50,3    |
| 7     | NOR  | Ingvild Flugstad Østberg | 26:06,0    |
| 8     | OAR  | Anastassija Sedowa       | 26:07,8    |
| 9     | AUT  | Teresa Stadlober         | 26:16,1    |
| 10    | OAR  | Anna Netschajewskaja     | 26:24,8    |

Datum: 15. Februar 2018, 15:30 Uhr 

Streckenlänge: 2 × 5,071 km; Höhenunterschied: 57 m; Maximalanstieg: 35 m; Totalanstieg: 2 × 203 m
90 Teilnehmerinnen aus 40 Ländern, alle in der Wertung. 

Olympiasiegerin 2014:  Justyna Kowalczyk 

Weltmeisterin 2017:  Marit Bjørgen

### 15 km Skiathlon
| Platz | Land | Sportlerin              | Zeit (min) |
| ----- | ---- | ----------------------- | ---------- |
| 1     | SWE  | Charlotte Kalla         | 40:44,9    |
| 2     | NOR  | Marit Bjørgen           | 40:52,7    |
| 3     | FIN  | Krista Pärmäkoski       | 40:55,0    |
| 4     | SWE  | Ebba Andersson          | 40:55,8    |
| 5     | USA  | Jessie Diggins          | 40:59,6    |
| 6     | SUI  | Nathalie von Siebenthal | 41:02,5    |
| 7     | AUT  | Teresa Stadlober        | 41:11,5    |
| 8     | OAR  | Natalja Neprjajewa      | 41:17,9    |
| 9     | NOR  | Heidi Weng              | 41:25,6    |
| 10    | SWE  | Stina Nilsson           | 41:33,8    |

Datum: 10. Februar 2018, 16:15 Uhr 

Streckenlänge: 2 × 3,871 km (K) / 2 × 3,775 km (F) 

Höhenunterschied: 58 m (K) / 41 m (F); Maximalanstieg: 33 m (K) / 35 m (F); Totalanstieg: 2 × 138 m (F) / 2 × 151 m (K)
61 Teilnehmerinnen aus 23 Ländern, davon 60 in der Wertung. 

Olympiasiegerin 2014:  Marit Bjørgen 

Weltmeisterin 2017:  Marit Bjørgen

### 30 km Massenstart klassisch
| Platz | Land | Sportlerinnen            | Zeit (h)  |
| ----- | ---- | ------------------------ | --------- |
| 1     | NOR  | Marit Bjørgen            | 1:22:17.6 |
| 2     | FIN  | Krista Pärmäkoski        | 1:24:07.1 |
| 3     | SWE  | Stina Nilsson            | 1:24:16.5 |
| 4     | NOR  | Ingvild Flugstad Østberg | 1:24:18.0 |
| 5     | SWE  | Charlotte Kalla          | 1:25:14.8 |
| 6     | FIN  | Kerttu Niskanen          | 1:25:19.2 |
| 7     | USA  | Jessie Diggins           | 1:25:54.8 |
| 8     | NOR  | Heidi Weng               | 1:26:25.5 |
| 9     | AUT  | Teresa Stadlober         | 1:26:31.7 |
| 10    | JPN  | Masako Ishida            | 1:26:38.4 |

Datum: 25. Februar 2018, 15:15 Uhr 

Streckenlänge: 4 × 7,616 km; Höhenunterschied: 58 m; Maximalanstieg: 35 m; Totalanstieg: 4 × 289 m
47 Teilnehmerinnen aus 20 Ländern, davon 45 in der Wertung.

Olympiasiegerin 2014:  Marit Bjørgen

Weltmeisterin 2017:  Marit Bjørgen

### 4 × 5 km Staffel
| Platz | Land | Sportlerinnen                                                                    | Zeit (min) |
| ----- | ---- | -------------------------------------------------------------------------------- | ---------- |
| 1     | NOR  | Ingvild Flugstad Østberg Astrid Uhrenholdt Jacobsen Ragnhild Haga Marit Bjørgen  | 51:24,3    |
| 2     | SWE  | Anna Haag Charlotte Kalla Ebba Andersson Stina Nilsson                           | 51:26,3    |
| 3     | OAR  | Natalja Neprjajewa Julija Belorukowa Anastassija Sedowa Anna Netschajewskaja     | 52:07,6    |
| 4     | FIN  | Aino-Kaisa Saarinen Kerttu Niskanen Riitta-Liisa Roponen Krista Pärmäkoski       | 52:26,9    |
| 5     | USA  | Sophie Caldwell Sadie Bjornsen Kikkan Randall Jessie Diggins                     | 52:44,8    |
| 6     | GER  | Stefanie Böhler Katharina Hennig Victoria Carl Sandra Ringwald                   | 53:13,7    |
| 7     | SUI  | Laurien van der Graaff Nadine Fähndrich Nathalie von Siebenthal Lydia Hiernickel | 53:15,8    |
| 8     | SLO  | Anamarija Lampič Katja Višnar Alenka Čebašek Vesna Fabjan                        | 53:55,7    |
| 9     | ITA  | Anna Comarella Lucia Scardoni Elisa Brocard Ilaria Debertolis                    | 54:22,0    |
| 10    | POL  | Ewelina Marcisz Justyna Kowalczyk Martyna Galewicz Sylwia Jaśkowiec              | 54:30,9    |

Datum: 17. Februar 2018, 18:30 Uhr 

Streckenlänge je Läuferin: 2 × 2,532 km; Höhenunterschied: 27 m; Maximalanstieg: 25 m; Totalanstieg: 2 × 99 m
14 Staffeln am Start, alle in der Wertung. 

Olympiasiegerinnen 2014:  Schweden Ida Ingemarsdotter, Emma Wikén, Anna Haag, Charlotte Kalla 

Weltmeisterinnen 2017:  Norwegen Maiken Caspersen Falla, Heidi Weng, Astrid Uhrenholdt Jacobsen, Marit Bjørgen